# Julio Bertrand Vidal
Julio Bertrand Vidal (* 1888 in Iquique; † 1918 in Santiago de Chile) war ein chilenischer Architekt, Fotograf und Zeichner.
Der Sohn des Ingenieurs und Geografen Alejandro Bertrand Huillard wuchs in Santiago auf. Dort besuchte er bis 1906 das von Diego Barros Arana, einem Freund seines Vaters, geleitete Instituto Nacional. 1905 schenkte ihm sein Vater eine Stereokamera, mit der er im Laufe seines Lebens etwa 1.800 Fotos aufnahm.
1907 ging er mit seinen Eltern nach Paris und studierte dort an der École Spéciale d’Architecture. Er unternahm in dieser Zeit mehrere Reisen durch Frankreich, die Schweiz, Holland, Italien und andere Länder, die er mit Fotos, Zeichnungen und Reisetagebüchern dokumentierte. 1910 erhielt er den Abschluss als Architekt und wurde mit dem Prix de l'Union coloniale française ausgezeichnet.
1911 kehrte er nach Chile zurück. Dort war sein erster Auftrag als Architekt eine Häusergruppe in der calle Matucana. Bald drauf trat er in das Büro des Architekten Émile Jéquier ein, der den Palacio de Bellas Artes entworfen hatte. 1914 gründete er mit Pedro Prado eine Gesellschaft für Architektur, aus der 1916 die Gruppe Los Diez hervorging, mit Mitgliedern wie Juan Francisco González, Manuel Magallanes Moure, Julio Ortiz de Zárate, Augusto d’Halmar, Alfonso Leng und Acario Cotapos, die prägend für die Kulturgeschichte Chiles im frühen 20. Jahrhundert war. Er schuf in der Gruppe Workshops für Malerei und Fotografie und war am Entwurf der Casa de Los Diez beteiligt.
1917 beauftragte ihn Senator Augusto Bruna mit dem Bau eines Palasts am Parque Forestal, der als Palacio Bruna bekannt und später als Botschaft der USA in Chile sowie schließlich als Sitz der Handelskammer genutzt wurde. Während der Arbeit am Bau des Palastes erkrankte Bertrand an Tuberkulose, der er 1918, erst dreißigjährig, erlag.